# La Clownesse fantôme
Pour plus de détails, voir Fiche technique et Distribution.
La Clownesse fantôme est un court métrage français réalisé par Georges Méliès, sorti en 1902, au début du cinéma muet.

## Fiche technique
- Titre : La Clownesse fantôme
- Réalisation : Georges Méliès
- Société de production : Star Film
- Pays d'origine :  France
- Format : noir et blanc — film muet
- Genre : Cinéma fantastique
- Durée : 1 minute